# Jefferson Orejuela
Jefferson Gabriel Orejuela Izquierdo (San Lorenzo, 14 de fevereiro de 1993) é um futebolista equatoriano que atua como volante. Atualmente joga no Huracán Buceo do Uruguai.

## Carreira

### Independiente del Valle
Começou nas chamadas canteras do Caribe Junior e do Norte América, ambas equipes do Equador. Em seguida, em 2010, foi adquirido pelo Independiente del Valle. Sua estreia na Serie A do Equador ocorreu em 2012, em jogo contra a LDU, que terminou empatado em 1 a 1. Atuou em quatro jogos da Copa Sul-Americana desse mesmo ano, sendo peça fundamental para sua equipe.
Na Copa Libertadores da América de 2014, na qual jogou quatro partidas, seu clube acabou sendo eliminado ainda na fase de grupos, já que o Independiente del Valle acabou em terceiro lugar, empatado em número de pontos – porém sendo superado no saldo de gols – com o San Lorenzo, que seria o campeão desse torneio.
Já na Copa Libertadores da América de 2016, ajudou a equipe equatoriana a chegar à final da competição, na qual acabou sendo derrotada pelo Atlético Nacional. O jogador fez a sua última partida vestindo a camisa do clube equatoriano no dia 10 de dezembro.

### Fluminense
Em 31 de agosto de 2016, assinou pré-contrato com o Fluminense, podendo atuar apenas a partir de janeiro de 2017 pelo clube brasileiro e firmou contrato definitivo até o final de 2020.
Começou o ano em excelente forma junto de seu compatriota Junior Sornoza, logo caindo nas graças da torcida. Orejuela foi um dos pilares da equipe que encantou o Brasil no inicio do ano, culminando com o titulo da Taça Guanabara.
No entanto, seu rendimento caiu muito no segundo semestre, começando a ser contestado por parte da torcida.

### LDU
Ainda no final de 2017, pediu para ser emprestado com o desejo de ficar próximo de sua mãe, devido a problemas de saúde que a mesma possuía na época. Orejuela informou também que esse foi um dos principais motivos pela queda de seu futebol no Fluminense.
Foi anunciado pela LDU no dia 26 de dezembro. O volante começou a temporada como titular na equipe de Quito.

## Seleção Nacional
No dia 22 de agosto de 2016, foi convocado pelo técnico Gustavo Quinteros para atuar pelo Equador nos jogos contra Brasil e Peru, válidos pelas Eliminatórias da Copa do Mundo FIFA de 2018, na Rússia.
Jogos pela Seleção principal
|     | Data                   | Local                       | Resultado | Adversário     | Gols | Assist. | Competição                            |
| --- | ---------------------- | --------------------------- | --------- | -------------- | ---- | ------- | ------------------------------------- |
| 1.  | 6 de outubro de 2016   | Quito, Equador              | 3 – 0     | Chile          | 0    | 0       | Eliminatórias para Copa do Mundo 2018 |
| 2.  | 11 de outubro de 2016  | La Paz, Bolívia             | 2 – 2     | Bolívia        | 0    | 0       | Eliminatórias para Copa do Mundo 2018 |
| 3.  | 10 de novembro de 2016 | Montevidéu, Uruguai         | 1 – 2     | Uruguai        | 0    | 0       | Eliminatórias para Copa do Mundo 2018 |
| 4.  | 15 de novembro de 2016 | Quito, Equador              | 3 – 0     | Venezuela      | 0    | 0       | Eliminatórias para Copa do Mundo 2018 |
| 5.  | 23 de março de 2017    | Assunção, Paraguai          | 1 – 2     | Paraguai       | 0    | 0       | Eliminatórias para Copa do Mundo 2018 |
| 6.  | 28 de março de 2017    | Quito, Equador              | 0 – 2     | Colômbia       | 0    | 0       | Eliminatórias para Copa do Mundo 2018 |
| 7.  | 13 de junho de 2017    | Nova Jérsei, Estados Unidos | 3 – 0     | El Salvador    | 0    | 0       | Amistoso                              |
| 8.  | 5 de setembro de 2017  | Quito, Equador              | 1 – 2     | Peru           | 0    | 0       | Eliminatórias para Copa do Mundo 2018 |
| 9.  | 5 de outubro de 2017   | Santiago, Chile             | 2 – 1     | Chile          | 0    | 0       | Eliminatórias para Copa do Mundo 2018 |
| 10. | 10 de outubro de 2017  | Quito, Equador              | 1 – 3     | Argentina      | 0    | 0       | Eliminatórias para Copa do Mundo 2018 |
| 11. | 7 de setembro de 2018  | Nova Jérsei, Estados Unidos | 2 – 0     | Jamaica        | 0    | 0       | Amistoso                              |
| 12. | 11 de setembro de 2018 | Chicago, Estados Unidos     | 2 – 0     | Guatemala      | 0    | 0       | Amistoso                              |
| 13. | 15 de novembro de 2018 | Lima, Peru                  | 0 – 2     | Peru           | 0    | 0       | Amistoso                              |
| 14. | 21 de março de 2019    | Orlando, Estados Unidos     | 0 – 1     | Estados Unidos | 0    | 0       | Amistoso                              |
| 15. | 26 de março de 2019    | Nova Jérsei, Estados Unidos | 0 – 0     | Honduras       | 0    | 0       | Amistoso                              |
| 16. | 1 de junho de 2019     | Flórida, Estados Unidos     | 1 – 1     | Venezuela      | 0    | 0       | Amistoso                              |
| 17. | 9 de junho de 2019     | Arlington, Estados Unidos   | 3 – 2     | México         | 0    | 0       | Amistoso                              |
| 18. | 16 de junho de 2019    | Belo Horizonte, Brasil      | 4 – 0     | Uruguai        | 0    | 0       | Copa América de 2019                  |
| 19. | 21 de junho de 2019    | Salvador, Brasil            | 1 – 2     | Chile          | 0    | 0       | Copa América de 2019                  |
| 20. | 24 de junho de 2019    | Belo Horizonte, Brasil      | 1 – 1     | Japão          | 0    | 0       | Copa América de 2019                  |

## Títulos
Fluminense
- Taça Guanabara: 2017

LDU
- Campeonato Equatoriano: 2018

### Campanhas de destaque
Independiente del Valle
- Copa Libertadores da América: 2016 (vice-campeão)